# 麥而炫
麥而炫（1604年—1647年），字章闇，廣東肇慶府高明縣籍，廣州府順德縣人，明朝、南明政治人物。

## 生平
為人嗜學博古，擅長書法、詩賦。崇禎三年（1630年）庚午科廣東鄉試第六十三名舉人，四年（1631年）聯捷辛未科三甲第九十二名進士。通政司觀政，授上海縣知縣，被降為福建布政司檢校。十一年（1638年）升安肅縣知縣，十二年（1639年）再次降職。
唐王朱聿鍵於福州稱帝，擢監察御史，起兵高明。永曆元年（1647年）清兵至，與陳子壯等被押送至廣州，被處死。有《康山集》。